# Шенгелия, Леван (футболист)
Лева́н Шенге́лия (груз. ლევან შენგელია; 27 октября 1995, Самтредиа, Грузия) — грузинский футболист, нападающий клуба «ОФИ» и сборной Грузии.

## Биография

### Клубная карьера
Профессиональную карьеру начинал в клубе «Дила». В свой первый сезон на взрослом уровне выступал в основном за фарм-клуб в первой лиге, но также сыграл 3 матча за основной состав в высшей лиге. Сезон 2014/15 начинал в кутаисском «Торпедо», но сыграл за команду лишь один матч и зимой перебрался в «Колхети-1913», где выступал до конца сезона. В августе 2015 года Шенгелия подписал контракт с клубом первой лиги Бельгии «Тюбиз». В Бельгии он провёл полтора года и являлся одним из основных игроков команды, но зимой 2017 года на правах аренды перешёл в южнокорейский «Тэджон Ситизен», выступающий во второй лиге. В Южной Корее игрок провёл полноценный сезон и сыграл 28 матчей, в которых забил 5 голов. После окончания аренды Шенгелия вернулся в Грузию, где стал игроком тбилисского «Динамо». В чемпионском для «Динамо» сезоне 2019 он сыграл в 24 матчах и забил 12 голов, став одним из лучших бомбардиров лиги, но в концовке сезона покинул клуб и подписал контракт с турецким «Коньяспором».

### Карьера в сборной
Дебютировал за сборную Грузии 12 октября 2019 года в отборочном матче чемпионата Европы 2020 против сборной Ирландии (0:0), в котором вышел на замену на 73-й минуте вместо Георгия Квилитая.

## Статистика

### Сборная
| Национальная сборная | Год   | Игры | Голы |
| -------------------- | ----- | ---- | ---- |
| Грузия               | 2019  | 4    | 0    |
| Грузия               | 2020  | 3    | 0    |
| Грузия               | 2021  | 3    | 0    |
| Грузия               | 2022  | 1    | 0    |
| Грузия               | 2023  | 3    | 1    |
| Грузия               | 2024  | 6    | 0    |
| Грузия               | 2025  | 1    | 0    |
| Всего                | Всего | 21   | 1    |

## Достижения
«Динамо» Тбилиси
- Чемпион Грузии: 2019